# Формула-1 — Гран-прі Монако 1966
Гран-прі Монако 1966 року — перший етап чемпіонату світу 1966 року з автоперегонів у класі Формула-1, відбувся 22 травня на міській трасі Монте-Карло (Монако).

## Перегони
|      | Пілот           | Команда         | Кіл | Час               | Старт | Очок |
| ---- | --------------- | --------------- | --- | ----------------- | ----- | ---- |
| 1    | Джекі Стюарт    | БРМ             | 100 | 2:33:10.5         | 3     | 9    |
| 2    | Лоренцо Бандіні | Феррарі         | 100 | + 40.2            | 5     | 6    |
| 3    | Ґрем Хілл       | БРМ             | 99  | +1 коло           | 4     | 4    |
| 4    | Боб Бондюран    | БРМ             | 95  | +5 кіл            | 16    | 3    |
| Схід | Річі Гінтер     | Купер-Мазераті  | 80  | трансмісія        | 9     |      |
| НКЛ  | Ґай Ліжьє       | Купер-Мазераті  | 75  | не класифікований | 15    |      |
| НКЛ  | Йо Бонньє       | Купер-Мазераті  | 76  | не класифікований | 16    |      |
| Схід | Джим Кларк      | Лотус-Клімакс   | 60  | підвіска          | 1     |      |
| Схід | Йохен Ріндт     | Купер-Мазераті  | 56  | двигун            | 7     |      |
| Схід | Йо Зіфферт      | Бребгем-БРМ     | 35  | зчеплення         | 13    |      |
| Схід | Майк Спенс      | Лотус-БРМ       | 34  | підвіска          | 12    |      |
| Схід | Джек Бребгем    | Бребгем-Репко   | 17  | коробка передач   | 11    |      |
| Схід | Джон Сертіс     | Феррарі         | 16  | трансмісія        | 2     |      |
| Схід | Денні Хальм     | Бребгем-Клімакс | 15  | трансмісія        | 6     |      |
| Схід | Брюс Макларен   | Макларен-Форд   | 9   | витік масла       | 10    |      |
| Схід | Боб Андерсон    | Бребгем-Клімакс | 3   | двигун            | 8     |      |